# Тентек (Курчумский район)
Тентек (каз. Тентек) — упразднённое село в Куршимском районе Восточно-Казахстанской области Казахстана. Упразднено в 2019 г. Входило в состав Теректинского сельского округа. Код КАТО — 635235900.

## Население
В 1999 году население села составляло 106 человек (51 мужчина и 55 женщин). По данным переписи 2009 года, в селе проживали 64 человека (37 мужчин и 27 женщин).